# Bernhard Bästlein

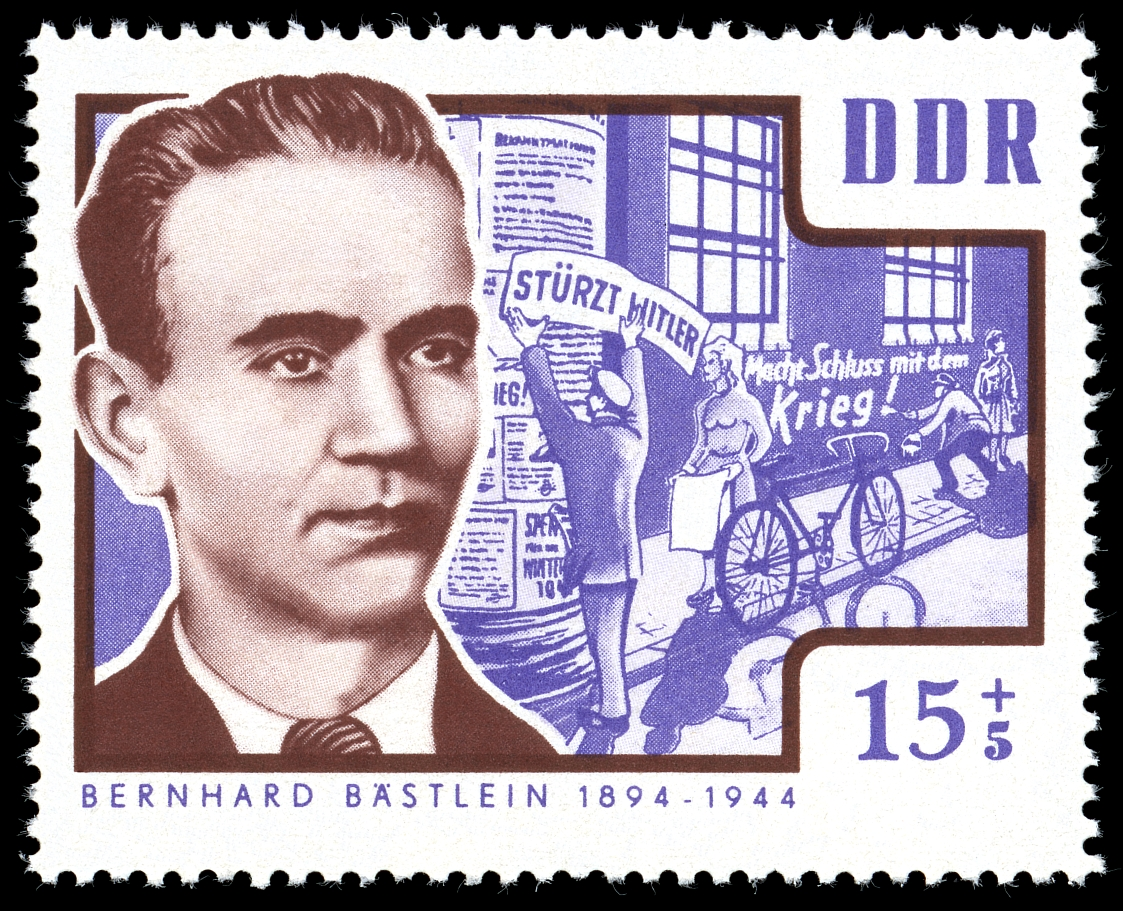
Bernhard Bästlein auf einer Briefmarke (DDR 1964)

Bernhard Bästlein (* 3. Dezember 1894 in Hamburg; † 18. September 1944 in Brandenburg-Görden) war ein deutscher Politiker der Kommunistischen Partei Deutschlands (KPD), Mitglied des Reichstags und Widerstandskämpfer gegen den Nationalsozialismus.
Er baute in Hamburg die Bästlein-Jacob-Abshagen-Gruppe mit auf und wurde im Zusammenhang nach Fahndungen nach Mitgliedern der „Roten Kapelle“ 1942 verhaftet. Nach einem Luftangriff gelang ihm die Flucht aus dem Berliner Strafgefängnis Plötzensee. Nach umfassender Hilfe weiterer Widerstandskämpfer konnte er aktiv an der operativen Leitung der KPD innerhalb der Saefkow-Jacob-Bästlein-Organisation mitwirken. Durch Verrat des Gestapo-Spitzels Ernst Rambow wurde er 1944 erneut verhaftet und in der Strafanstalt Brandenburg-Görden hingerichtet.

## Leben
Bästlein stammte aus einem sozialdemokratischen Elternhaus und war Feinmechaniker von Beruf. 1911 trat er der Sozialistischen Arbeiter-Jugend, 1912 der Sozialdemokratischen Partei Deutschlands und dem Deutschen Metallarbeiter-Verband bei.
Im Ersten Weltkrieg war er von 1916 bis 1918 Soldat an der Westfront. Nach dem Krieg wurde er in einen Soldatenrat gewählt. 1918 trat er zur Unabhängigen Sozialdemokratischen Partei Deutschlands über und kam mit deren linkem Flügel 1920 zur KPD. 1921 wurde er als jüngster Abgeordneter in die Hamburgische Bürgerschaft gewählt. Im selben Jahr nahm er an den Märzkämpfen in Mitteldeutschland teil, wurde von der Polizei gesucht und floh in die Sowjetunion. Dort redigierte er eine deutschsprachige Bauernzeitung und arbeitete als Metallarbeiter. Anfang 1923 kehrte er nach Deutschland zurück und redigierte Parteizeitungen in Dortmund, Hagen, Wuppertal, Remscheid und Solingen, wo er 1929 Chefredakteur der Bergischen Arbeiterstimme war. 1929 wurde er KPD-Unterbezirksleiter in Düsseldorf, im Februar 1931 Politischer Leiter des KPD-Bezirks Mittelrhein und 1932 Mitglied des Preußischen Landtags. Nach der Machtergreifung der Nationalsozialisten nahm Bästlein am 7. Februar 1933 an der illegalen Tagung der KPD im Sporthaus Ziegenhals bei Berlin teil und organisierte die Arbeit der KPD in Köln im Untergrund. Bei der Reichstagswahl März 1933 wurde er zum Abgeordneten gewählt, konnte jedoch sein Mandat nicht aufnehmen. Am 8. März 1933 wurden die Sitze für die KPD annulliert.
Im Mai 1933 wurde Bästlein verhaftet und wegen des Vorwurfs der Vorbereitung zum Hochverrat zu 20 Monaten Zuchthaus verurteilt. Nach Verbüßung seiner Haftstrafe wurde noch fünf Jahre lang in den Konzentrationslagern Esterwegen, Dachau und Sachsenhausen festgehalten. 1940 kam er frei und fand Arbeit als Feinmechaniker in Hamburg. Dort baute er 1941 zusammen mit Franz Jacob und Robert Abshagen die kommunistische Widerstandsorganisation Bästlein-Jacob-Abshagen-Gruppe auf, die erst auf Werften in Hamburg agierte und später ein norddeutsches Netz mit Kontakt nach Flensburg, Kiel, Lübeck, Rostock und Bremen bildete. Diese Verbindungen wurden von einzelnen Leitern betreut, um die Gefahr der Aufdeckung der Gesamtorganisation zu verringern.

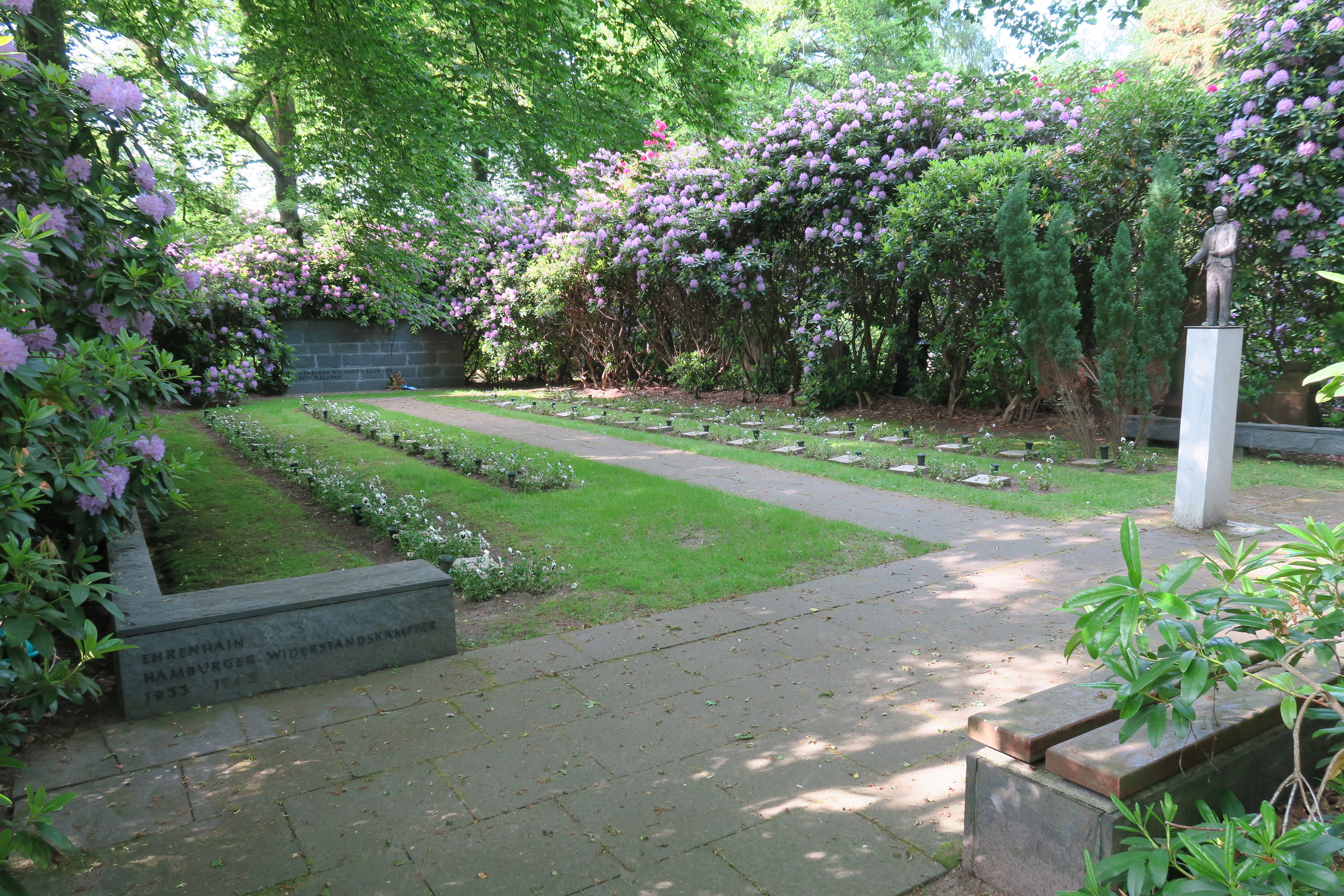
Ehrenhain auf dem Friedhof Ohlsdorf,
2. Reihe von rechts, 1. Stein: Bästlein Bernhard

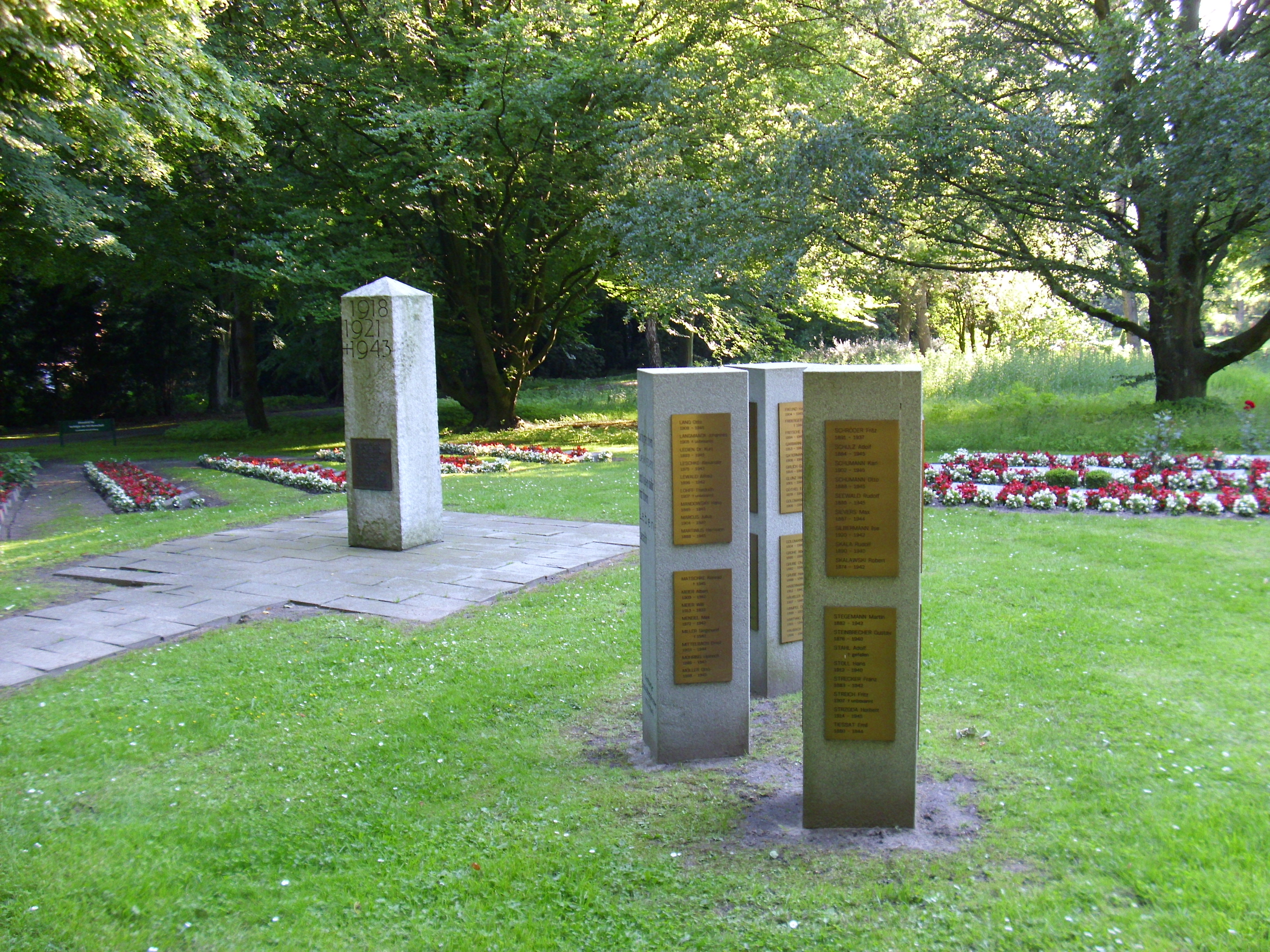
Ehrenfeld: hinter dem Pfeiler 1. Reihe rechts, letzter Stein für Ehepaar Bästlein

Am 15. Oktober 1942 wurde Bästlein an seiner Arbeitsstelle in den Riepe-Werken in Hamburg-Altona verhaftet. Die Verhaftung erfolgte im Zusammenhang mit der Fahndung der Sonderkommission „Rote Kapelle“ nach Erna Eifler. Als er zu fliehen versuchte, wurde er angeschossen, zunächst in die Strafanstalt Fuhlsbüttel eingeliefert und schwer gefoltert. Anfang 1943 beantragte die Geheime Staatspolizei (Gestapo) 61 Haftbefehle gegen Mitglieder der Bästlein-Jacob-Abshagen-Gruppe.
Im November 1942 begründete er gegenüber der Gestapo seinen illegalen Widerstand: In den sieben Jahren Zuchthaus- und KZ-Haft 1933 bis 1940 habe er entsetzliche Dinge erlebt; seine „Überzeugung, dass eine Gesellschaftsordnung, in der solche Dinge möglich sind wie ich sie erlebte, beseitigt werden muss“, sei dadurch grundfest geworden. Der 1939 begonnene Zweite Weltkrieg habe „alle Erinnerungen an den Krieg 1914 bis 1918 geweckt und seine Überzeugung gestärkt, dass, so lange die kapitalistische Gesellschaftsordnung besteht, es immer wieder zu solchen alle humanitären Regungen der menschlichen Gesellschaft und ungeheure materielle Güter zerstörenden Kriegen kommen wird“.
Im Sommer 1943 sollte Bästlein vom Volksgerichtshof in Berlin zum Tode verurteilt werden. Ein Luftangriff auf das Strafgefängnis Plötzensee in Berlin ermöglichte ihm aber im Januar 1944 die Flucht. In den Wirren des Luftangriffs am 22. November gelang es Bästlein mit einem alten Hamburger Bekannten, Alfred Raddatz, gemeinsam eine Zelle zu belegen. Raddatz nannte Bästlein die Adresse seiner Gefährtin Johanna Falcke und übergab ihm als Erkennungszeichen eine Pfeife. Bei einem weiteren Luftangriff am 29./30. Januar gelang Bästlein der Ausbruch. Er erreichte Johanna Falcke, die ihm Quartier bei Willi Jungmittag besorgte. Jungmittag vermittelte Bästlein in Berlin-Zehlendorf bei Walter Glass und seinen Töchtern Vera Wulff und Lucie Nix eine weitere Unterkunft. Vera Wulff machte Bästlein mit Ernst Sieber bekannt, der ihm einen Reichsbahn-Dienstausweis auf den Namen „Ernst Wiechmann“ und eine Pistole besorgte. Durch Otto Marquardt und Walter Glaß gelang es ihm, Verbindung zur operativen Leitung der KPD um Anton Saefkow und Franz Jacob herzustellen. Diese Verbindung wurde als Saefkow-Jacob-Bästlein-Organisation bekannt. Gemeinsam wirkten sie an der Schaffung eines illegalen Netzes der Freien Deutschen Bewegung in Berlin-Brandenburg mit. Durch eine Denunziation des Gestapo-Spitzels Ernst Rambow wurde er am 30. Mai 1944 erneut verhaftet, am 5. September zum Tode verurteilt und am 18. September 1944 in der der Strafanstalt Brandenburg-Görden mit dem Fallbeil enthauptet. Nach der Hinrichtung wurde sein Leichnam im Krematorium Brandenburg verbrannt.
Am 8. September 1946 wurde die nach Hamburg überführte Urne Bernhard Bästleins im Ehrenhain Hamburgischer Widerstandskämpfer auf dem Friedhof Ohlsdorf bestattet, und im dortigen Ehrenfeld der Geschwister-Scholl-Stiftung befindet sich ein gemeinsamer Kissenstein für Johanna und Bernhard Bästlein im Planquadrat Bo 73, Nr. 1.

## Familie
1920 heiratete Bernhard Bästlein die Hamburgerin Johanna Zenk, ihr Sohn Bernt Henry Jürgen wurde 1932 geboren.

Die Bernhard-Bästlein-Straße im Wohngebiet Weißenseer Weg/Fennpfuhl

## Ehrungen
Nach Motiven aus dem Leben von Bernhard Bästlein entstand die Erzählung Bis zum letzten Atemzug des Schriftstellers E. R. Greulich.
Im Ehrenmal für die im Zuchthaus Brandenburg-Görden hingerichteten antifaschistischen Widerstandskämpfer in Brandenburg an der Havel ist Bernhard Bästlein als einer von vier Hingerichteten herausragend erwähnt.
Ab 1975 wurde in Ost-Berlin das Gebiet zwischen der Herzbergstraße, der Landsberger Allee und dem Weißenseer Weg mit neuen Wohnhäusern bebaut. Die neu angelegten Straßen in dem späteren eigenständigen Ortsteil Berlin-Fennpfuhl erhielten Namen nach deutschen Widerstandskämpfern; eine Straße wurde nach Bernhard Bästlein benannt. Weiterhin gibt es in Hohen Neuendorf und Leipzig eine Bästleinstraße sowie in Magdeburg und Rostock Bernhard-Bästlein-Straßen.
Das Fla-Raketenregiment-5 der Nationalen Volksarmee trug den Ehrennamen „Bernhard Bästlein“.

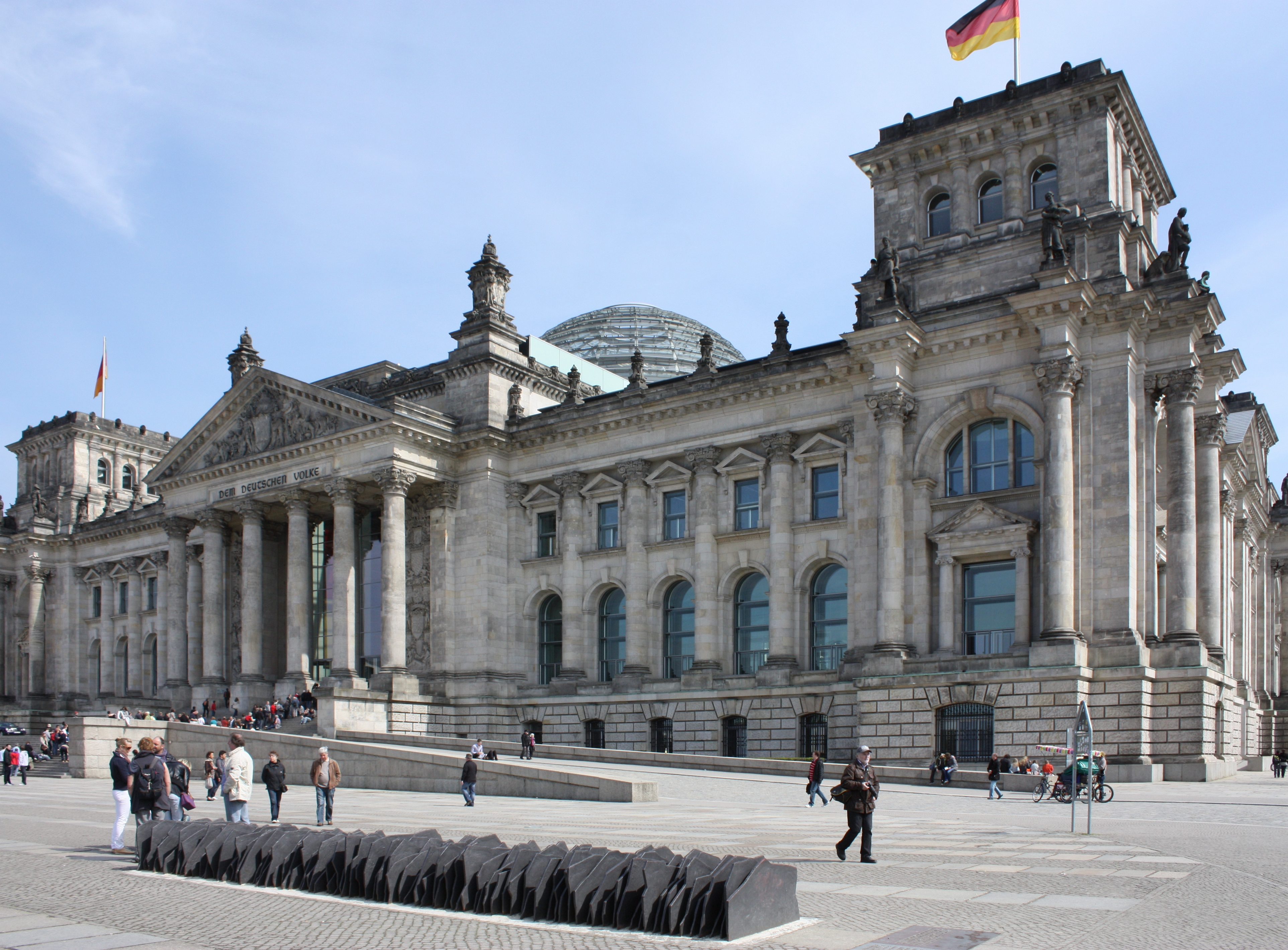
Gedenktafeln am Reichstag

Vor dem Reichstagsgebäude in Berlin erinnert seit 1992 am Denkmal zur Erinnerung an 96 von den Nationalsozialisten ermordete Reichstagsabgeordnete eine der Gedenktafeln an Bernhard Bästlein.

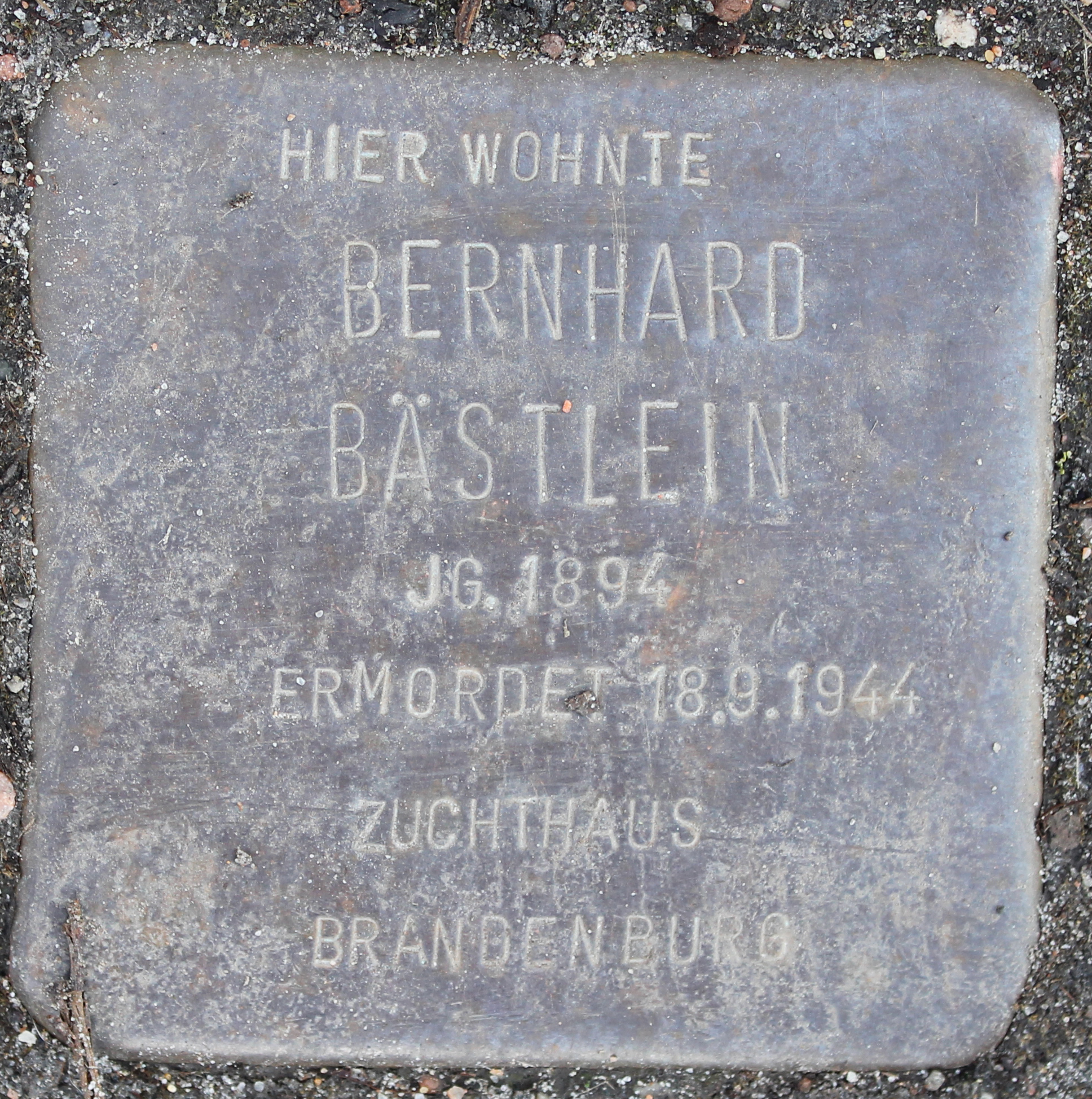
Stolperstein am Goldbekufer 19 in Hamburg-Winterhude

In seiner Geburtsstadt Hamburg wurde am Goldbekufer 19 in Hamburg-Winterhude ein Stolperstein für ihn verlegt.
Am 8. Juni 2012 wurden vor dem Hamburger Rathaus Stolpersteine für die ermordeten Mitglieder der Hamburgischen Bürgerschaft verlegt, darunter auch ein weiterer für Bernhard Bästlein.